# زن گربه‌ای (بازی ویدئویی)
زن گربه‌ای (انگلیسی: Catwoman) نام یک بازی کامپیوتری در سبک بازی اکشن-ماجراجویی می باشد که در سال ۲۰۰۴ منتشر شد. داستان بازی این فیلم بر اساس فیلم زن گربه‌ای (فیلم) است که هلی بری در آن نقش آفرینی کرد.